# Ruta Estatal de Alabama 58
La Ruta Estatal de Alabama 58, y abreviada SR 58 (en inglés: Alabama State Route 58) es una carretera estatal estadounidense ubicada en el estado de Alabama. La carretera sirve como una ruta alternativa a la US 82 en el distrito financiero e histórico de la ciudad de Centreville. La carretera tiene una longitud de 2,65 km (1.65 mi).

## Mantenimiento
Al igual que las autopistas interestatales, y las rutas federales y el resto de carreteras estatales, la Ruta Estatal de Alabama 58 es administrada y mantenida por el Departamento de Transporte de Alabama por sus siglas en inglés ALDOT.